# Aloys Pollender

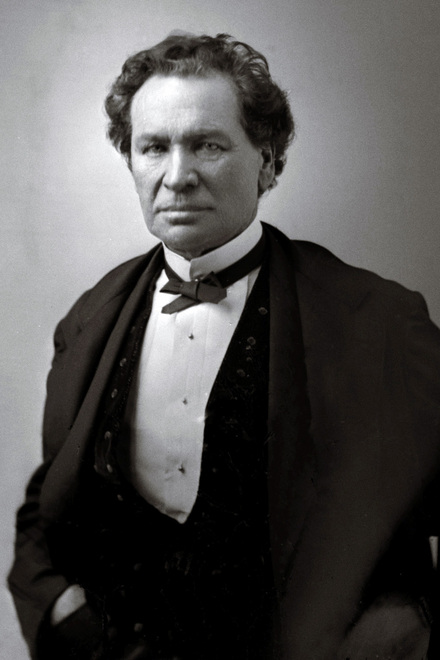
Aloys Pollender (1869)

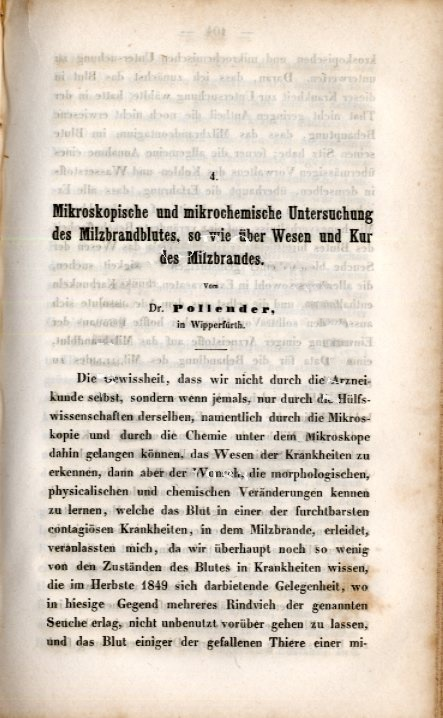
Pollenders Publikation über „Wesen und Kur des Milzbrandes“ 1855

Franz Anton Aloys Pollender (auch Alois Pollender; getauft am 26. Januar 1799 in Barmen, heute Wuppertal; † 16. August 1879 ebenda) war ein deutscher Arzt. Er entdeckte den Milzbranderreger.

## Leben und Werk
Aloys Pollender wurde laut dem Taufbuch der katholischen Pfarrei in Barmen am 26. Januar 1799 getauft. Er gibt aber selbst in seinem Lebenslauf, der seiner Doktorarbeit angefügt ist, das Jahr 1800 an. Sein Vater, Gabriel Pollender († 1823), war Kommunalbeamter und lebte um 1799 mit der Mutter Maria-Anna († vor 1824) in Barmen, später in Kleve, Monschau und Neuss. Das Gymnasium besuchte Pollender in Kleve und galt als begabter Schüler, daneben wurde er von seinem Vater in französischer und italienischer Sprache unterrichtet.
Die häufigen Versetzungen und die langjährige Krankheit (Trunksucht) des Vaters beeinflussten Pollender nachhaltig. So fand der Vater nach dem Rückzug der Franzosen 1815 zunächst keine Weiterbeschäftigung, so dass der Familie die finanziellen Mittel ausgingen und Pollender nicht den Besuch des Gymnasiums fortsetzen konnte, er ging bei einem Apotheker in die Lehre. Pollender verlor das Ziel Arzt zu werden nicht aus den Augen, mit Hilfe von Privatlehrern vollendete er sein Gymnasialpensum und begann 1820 sein Studium an der Universität Bonn. 1823 war sein Vater an Schwindsucht verstorben und 1824 beendete Pollender sein Studium und erlangte im gleichen Jahr den Doktorgrad. Obwohl er als Famulus tätig war, was ihm ein geringes Einkommen ermöglichte, blieb er das Kollegiengeld schuldig. Die Mittellosigkeit begleitete Pollender zeit seines Lebens, er musste wohl ein fähiger und beliebter Student gewesen sein, dass er trotzdem sein Studium beenden konnte.
Durch seine Verschuldungen war Pollender gezwungen bald eine eigene Praxis zu eröffnen, im Mai 1826 hatte er eine in Wipperfürth eröffnet. Dennoch erreichte er nicht den Wohlstand seiner Geschwister. Zu einem lag es an seinem aufopfernden Wirken gegenüber den Kranken – es wird berichtet, dass er oft vergaß Rechnungen zu schreiben. Zum anderen leistete er sich die besten und teuersten Mikroskope für seine Forschungen. Das Kollegiengeld war er noch bis nach 1830 schuldig, bis ihm der Landrat half und ihn zum Armenarzt ernannte und ihm dadurch eine jährliche Entschädigung von 60 Talern zustand.
Seine Forschungen, die er neben der Tätigkeit als Arzt noch ausgiebig betrieb, waren nicht allein auf das medizinische Gebiet beschränkt, sondern sie dehnten sich auch auf den Bereich der Biologie aus. Seine erste Ehrung über seine Forschungsarbeit bekam auch Pollender im biologischen Gebiet, als er 1847 von der Preußischen Akademie der Wissenschaften mit dem Cotheniuspreis für die Arbeit über die anatomische Untersuchung des Flachses ausgezeichnet wurde. Diese Arbeit war das Ergebnis einer 1845 für das Jahr 1847 von der Akademie gestellten Aufgabe: „Anatomische Untersuchung des Flachses, besonders der Bastfaser desselben, zu verschiedenen Zeiten seiner Entwicklung, in Bezug auf seine Güte, verbunden mit einer Untersuchung der chemischen und mechanischen Veränderungen, welche er während des Röstens und welche die Bastfaser desselben bei der Verarbeitung zu Leinwand und der Leinwand zu Papier erleidet“.
Die Wirkung der geheimnisvollen Krankheit Milzbrand (Bacillus anthracis) beobachtete er schon seit 1841. Die Studien dazu vertiefte er 1849, die Arbeit über die Milzbranderkrankung und die von ihm erstmals im Blut von milzbrandkranken Tieren gesehenen Milzbrandstäbchen wurde erst 1855 gedruckt. Im Schlussteil seiner Arbeit schreibt er:

„Ich bedaure, dass ich meine Untersuchungen über das Milzbrandblut in mikrochemischer Hinsicht fast bloss auf das allgemeine chemische Verhalten der Blutkörperchen gegen einige wenige Reagentien habe beschränken müssen, und dass Berufspflichten mir nicht die Zeit gegönnt haben, diese weiter auszudehnen, so wie das Blut einer mikroskopisch-mechanischen Analyse zu unterwerfen.“

Obwohl seine Arbeit zu keiner endgültigen Entscheidung über den Milzbranderreger geführt habe, begründete er die Geschichte der Seuchenbakteriologie. Pollender widmete seine weitere Aufmerksamkeit beim Forschen nun dem Krankheitsbazillus. Als äußere Anerkennung um die Entdeckung wurde ihm den Titel des Sanitätsrats verliehen. Den Anspruch der Erstentdeckung bestätigte 1872 der Zürcher und Münchener Pathologe Otto Bollinger.
Die letzte bekannte wissenschaftliche Arbeit veröffentlichte Pollender 1868 in Bonn. Es war eine 47-seitige umfassende Untersuchung über Entstehen, Entwicklung, Bau und chemisches Verhalten des Blütenstaubes.
Als Siebzigjähriger ging Pollender eine morganatische Ehe mit der 42 Jahre jüngeren Arbeiterin Therese Bausmann ein. Gesellschaftlich war er nun nicht mehr angesehen und er war gezwungen Wipperfürth, das seine Heimat geworden war, trotz seines Alters und seiner verdienstvollen Tätigkeit zu verlassen. Er zog über Düsseldorf nach Brüssel zu seinen Geschwistern, dort verblieb er auch nicht länger und er zog mit seiner Frau und dem inzwischen geborenen Sohn im Juli 1872 in seine Geburtsstadt Barmen. Die Kraft zu einer erfolgreichen ärztlichen Tätigkeit fand er hier auch nicht, auch ein größeres Erbe seines Bruders in Brüssel hielt nicht lange vor. Pollender starb mittellos im August 1879. Seine Frau und sein Kind wurden bei seiner Schwester in Brüssel aufgenommen. Sein Sohn verstarb jedoch im Kindesalter.

## Andenken

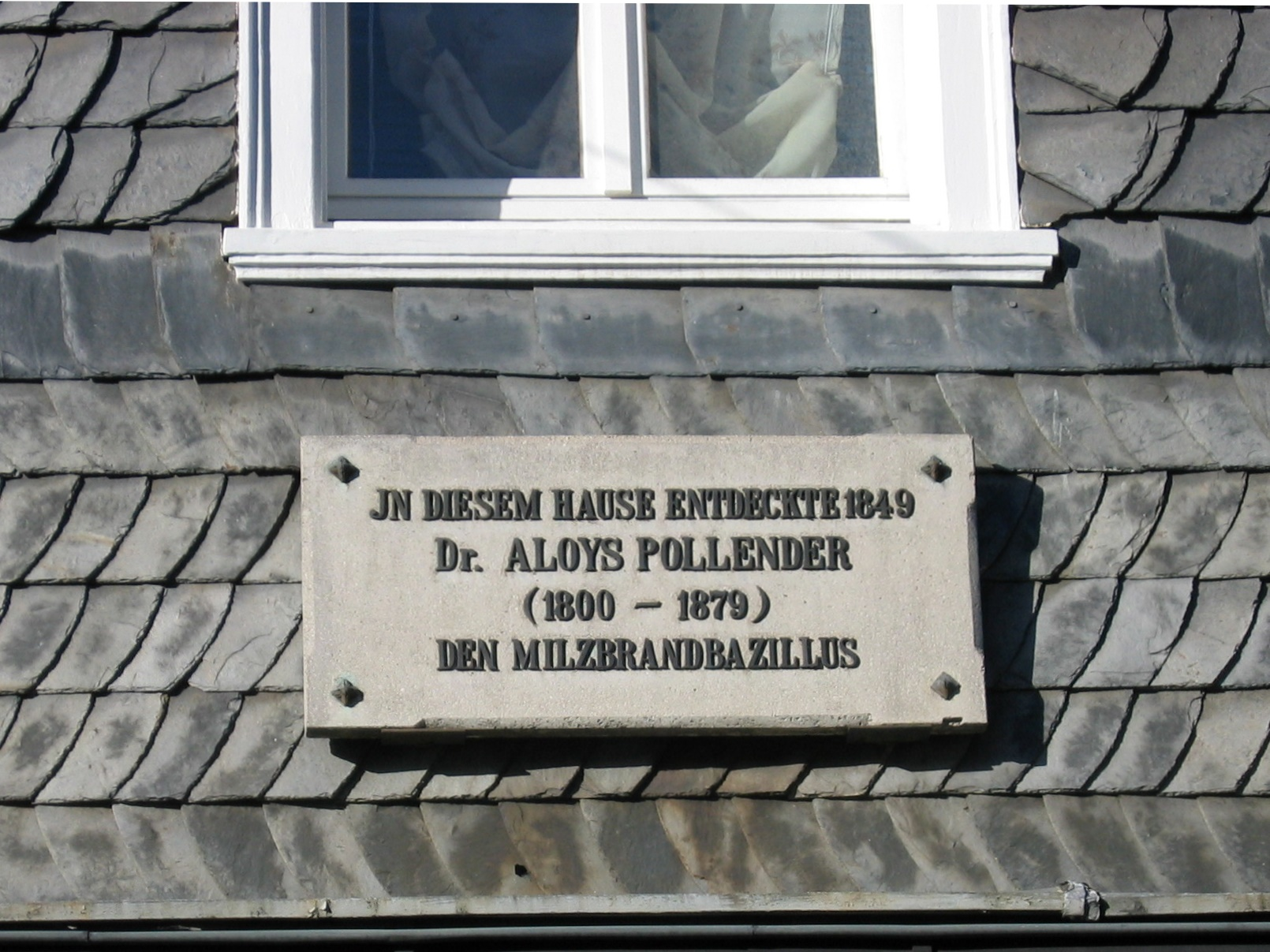
Gedenkschild

Am 28. Juli 1929 wurde in Wipperfürth eine Gedenktafel am Hause Hochstraße 22 enthüllt. Sie enthält die Inschrift:

„In diesem Hause entdeckte 1849 Dr. Aloys Pollender (1800–1879) den Milzbrandbazillus“

In Wipperfürth, im benachbarten Lindlar und in Neuss tragen drei Straßen seinen Namen.